# Federterra
La Federterra (Federazione nazionale dei lavoratori della terra) è stata un'organizzazione sindacale contadina italiana di ispirazione socialista.
Tra i principali esponenti si segnalano Argentina Altobelli, Nino Mazzoni e Pio La Torre.

## Storia
Fu tra il 24 e il 25 ottobre del 1901 che si svolse a Bologna il congresso costitutivo della Federazione nazionale dei lavoratori della terra (FNLT), di cui fu eletto segretario il socialista mantovano Carlo Vezzani. Organizzava braccianti, mezzadri e piccoli proprietari (ma solo coltivatori diretti) principalmente in Emilia Romagna, Lombardia e Veneto. A Vezzani subentrò Argentina Altobelli che rimase segretaria dell'organizzazione per vent'anni fino alla soppressione imposta dal governo Mussolini. 
Si riorganizzò a Bari il 23 marzo 1944, con il nome di Nuova Federterra, quale ideale continuazione della Federazione nazionale dei lavoratori della terra (Federterra), soppressa durante il fascismo. Suo primo segretario è il sindacalista Raffaele Pastore, che la regge la fino al congresso costitutivo tenutosi a Bologna. Qui il 17 ottobre del 1946 si tiene il I Congresso della Confederazione dei lavoratori della terra (Confederterra) e viene stabilita la costituzione dei raggruppamenti per permettere a ciascuna categoria di avere una propria struttura. La confederazione, inoltre, nasce come organismo unitario e direttivo di tutti i sindacati e le federazioni aderenti. E' decisa la costituzione, tra l'altro, della Federazione nazionale coloni e mezzadri (Federmezzadri) e della Federazione nazionale dei braccianti e salariati agricoli (Federbraccianti). Nuovo segretario è Ilio Bosi, eletto nel 1947. 
Per le complesse vicende che contraddistinguono la vita sociale del periodo, ad iniziare dalla scissione sindacale del 1948, e che coinvolgono anche le organizzazioni legate alla piccola proprietà e all'associazionismo contadino, il progetto originario della Confederterra si scontra con ostacoli sempre maggiori. Nel 1948, a Ferrara, la Federbraccianti tiene un proprio congresso nel corso del quale il movimento sindacale dei lavoratori dipendenti si stacca dalla Confederterra per formare un proprio autonomo sindacato di categoria, la Confederazione nazionale braccianti e salariati agricoli. La frantumazione dell'unità sindacale, inoltre, determina la costituzione, accanto alla Confederterra aderente alla CGIL, di distinte organizzazioni bracciantili e contadine aderenti alla CISL e alla UIL.
All'inizio degli anni Cinquanta si costituisce, nel Sud, l'Associazione dei contadini del Mezzogiorno d'Italia (Acmi) e, nel Nord, l'Associazione coltivatori diretti, che segna una svolta nell'orientamento del movimento operaio italiano rispetto ai problemi dei coltivatori, piccoli proprietari o affittuari, considerati fino ad allora come forze subalterne e associati, insieme ai braccianti, nella stessa organizzazione.
Nel 1956 gli organi dirigenti della Confederterra sono costituiti dall'insieme degli organi dirigenti della Federbraccianti e della Federmezzadri.
La Confederterra dura fino al 1977, quando la CGIL permette ai mezzadri e coloni, che hanno già da anni conquistato lo status di imprenditori autonomi, di partecipare alla Costituente per l'unità nelle campagne dalla quale nasce, nel 1977, la Confederazione italiana coltivatori (Cic), poi trasformatasi nella Confederazione italiana agricoltori (Cia).

## Attività
Ha promosso molte iniziative al fine di migliorare le condizioni di vita dei lavoratori, attraverso le quali ottennero la riduzione dell'orario di lavoro alle otto ore, la paga oraria, miglioramenti nelle tariffe e stesura dei contratti di lavoro.